# Briefmarken-Jahrgang 1965 der Deutschen Post der DDR
Der Briefmarken-Jahrgang 1965 der Deutschen Post der DDR wurde 1965 durch die Deutsche Post der DDR emittiert. Wie im Vorjahr kamen Blockausgaben an die Schalter, und drei Marken gelangten in einem waagerechten Zusammendruck zur Ausgabe.
Zum Jahrgang gehörten insgesamt 69 Sondermarken und 2 Blocks mit 68 Motiven sowie 2 Dauermarken. Der Ausgabeumfang ging gegenüber dem Vorjahr wieder etwas zurück (1964: 79 Sondermarken, davon 18 in vier Briefmarkenblocks). Bei 11 Sondermarken musste ein Zuschlag von 5 oder 10 Pfennigen (insgesamt 0,70 Mark) bezahlt werden. Auch die zwei Blocks wurden mit einem Ausgabeaufschlag von 0,10 M (Block 23) und 0,15 M (Block 24) verkauft. Der Nominalwert der Ausgaben betrug 20,85 Mark.
Seit 1955 wurden bei den meisten Sonderbriefmarkensätzen in der Regel ein Wert sowie fast alle Blocks und die ab 1962 erschienenen Kleinbogenausgaben in deutlich reduzierter Auflage gedruckt. Diese sogenannten Werte in geringer Auflage waren, abgesehen von einer in der Regel auf zwei Stück pro Postkunde begrenzten Abgabe am ersten Ausgabetag und am ersten Tag nach Ablauf der Abholfrist, nur mit einem Sammlerausweis an den Postschaltern oder über einen zu beantragenden Direktbezug bei der Versandstelle der Deutschen Post in Berlin erhältlich. In diesem Markenjahr betrug die Auflagenhöhe dieser Werte zwischen 1 200 000 Stück und 1 400 000 Stück.
Bis Juli dieses Jahres wurden die Marken durchgängig auf Papier mit dem Wasserzeichen Nr. 3 (DDR um Kreuzblume) gedruckt, danach kam nur noch bei einem Teil der Ausgaben Wasserzeichenpapier zur Verwendung.
Alle Briefmarken-Ausgaben seit 1964 sowie die 2-Mark-Werte der Dauermarkenserie Präsident Wilhelm Pieck und die bereits seit 1961 erschienene Dauermarkenserie Staatsratsvorsitzender Walter Ulbricht waren ursprünglich unbegrenzt frankaturgültig. Mit der Wiedervereinigung verloren alle Marken nach dem 2. Oktober 1990 ihre Gültigkeit.

## Besonderheiten
Sondermarken
Die seit 1962 als dreiwertige Sätze ausgegebenen Marken zur Leipziger Messe – 1964 war an die Stelle des dritten Werts allerdings ein bedrucktes Nebenfeld gerückt – fanden auch 1965 ihre Fortsetzung. Dies trifft auch auf die 1961 erstmals im Emissionsprogramm der DDR-Post vertretenen Kosmosmotive zu, die dieses Jahr den Ausstieg eines Menschen in den Weltraum während des Fluges von Woschod 2 und den anschließenden DDR-Besuch der daran beteiligten Kosmonauten zeigten. In der DDR durchgeführte Weltmeisterschaften im Boxen und im Modernen Fünfkampf bildeten den Ausgabeanlass für insgesamt 7 Sportbriefmarken. Dies war nach den 12 Motiven im Olympiajahr 1964 eine Halbierung; im Folgejahr sollten es schon wieder 12 sein.
Dem politischen Selbstverständnis der DDR-Führung entsprechend wurde der 20. Jahrestag der Befreiung Deutschlands vom Faschismus mit Collagen zu historischen Ereignissen aus der Zeit von 1933 bis 1945 mit gleich 9 Werten gewürdigt. Erstmals erschien eine Zuschlagmarke „Hilfe für Vietnam“. Diese war die Vorläuferin zu der von 1966, mit Unterbrechungen, bis 1979 reichenden Serie „Unbesiegbares Vietnam“, die dem Krieg in dem südostasiatischen Land gewidmet war. Fortgesetzt wurde die 1963 begonnene und bis 1989 mit zumeist jeweils einem Wert laufende Serie „Internationale Mahn- und Gedenkstätten“. Die fast ausschließlich verwendeten Portostufen von 25 und, ab 1974, 35 Pfennigen dienten der Frankatur von Postkarten und einfachen Briefen im internationalen Verkehr, so dass mit den Ausgaben auch postalisch die antifaschistische Staatsdoktrin der DDR im Ausland demonstriert werden sollte. Den Ausgabeschluss bildete eine Gedenkmarke für den 1964 verstorbenen ehemaligen DDR-Ministerpräsidenten Otto Grotewohl, der einen wesentlichen Anteil an der weitestgehend unter Zwang vollzogenen Vereinigung der KPD und der SPD zur SED im Jahre 1946 hatte.
Zum 800. Geburtstag Leipzigs erschienen 4 Marken mit Bauten. Diese Motive wiederholten 2 Blocks, die zu der zum Stadtjubiläum abgehaltenen Briefmarkenausstellung „Intermess III“ erschienen. Auch das 800-jährige Gründungsjubiläum von Karl-Marx-Stadt (heute wieder Chemnitz) und die 200-jährige Einrichtung der Bergakademie Freiberg spiegelten eine drei- bzw. vierwertige Ausgabe wider. Auf ein erst 10-jähriges Bestehen konnte dagegen der durch die Deutsche Teilung in Ostberlin unter Leitung des Zoologen Heinrich Dathe aufgebaute Tierpark zurückblicken, dem die Post drei Werte mit Tieren von fernen Kontinenten widmete. Schließlich wurde mit Sondermarkenausgaben auch der Geburtstage berühmter Persönlichkeiten gedacht, u. a. Albert Schweitzer, August Bebel, Adolph Menzel, Wilhelm Röntgen und Dante Alighieri.
Dauermarken
Die Markwerte der Dauerserie "Walter Ulbricht" von 1963 mit der Währungsangabe "DM" wurden durch die neue Bezeichnung „MDN“ ersetzt; die Werte in alter Zeichnung wurden jedoch nicht außer Kurs gesetzt.

## Liste der Ausgaben und Motive
Legende
- Bild: Eine bearbeitete Abbildung der genannten Marke. Das Verhältnis der Größe der Briefmarken zueinander ist in diesem Artikel annähernd maßstabsgerecht dargestellt. Sollten keine Marken abgebildet sein, liegt es daran, dass das Urheberrecht des Künstlers noch nicht erloschen ist.
- Beschreibung: Eine Kurzbeschreibung des Motivs und/oder des Ausgabegrundes. Bei ausgegebenen Serien oder Blocks werden die zusammengehörigen Beschreibungen mit einer Markierung versehen eingerückt.
- Wert: Der Frankaturwert der einzelnen Marke in Pfennig. Ein „+“ bedeutet, dass es sich um eine Zuschlagsmarke handelt (= Frankaturwert + Spende).
- Ausgabedatum: Das Datum des erstmaligen Verkaufs dieser Briefmarke.
- Auflage: Soweit bekannt, wird hier die zum Verkauf angebotene Anzahl dieser Ausgabe angegeben.
- Entwurf: Soweit bekannt, wird hier angegeben, von wem der Entwurf dieser Marke stammt.
- Mi.-Nr.: Diese Briefmarke wird im Michel-Katalog unter der entsprechenden Nummer gelistet.

| Sondermarken | |              |                       |            |                                        |         |
| Bild         | Beschreibung | Wert         | Ausgabe- datum (1965) | Auflage    | Entwurf                                | Mi.-Nr. |
|              | 90. Geburtstag von Albert Schweitzer - Albert Schweitzer (1875–1965), Missionsarzt, Theologe, Musiker und Friedensnobelpreisträger 1952, vor Urwaldlandschaft                                   | 10           | 14. Januar            | 10.000.000 | Peterpaul Weiß                         | 1084    |
|              | - Albert Schweitzer vor einem Demonstrationszug gegen Kernwaffen | 20           | 14. Januar            | 6.000.000  | Peterpaul Weiß                         | 1085    |
|              | - Albert Schweitzer am Harmonium, Faksimile aus dem Orgel-Präludium h-Moll von J.S. Bach | 25           | 14. Januar            | 1.200.000  | Peterpaul Weiß                         | 1086    |
|              | 125. Geburtstag von August Bebel - Sozialdemokratischer Parteiführer August Bebel (1840–1913)                                                                                                   | 20           | 15. Januar            | 10.000.000 | Peterpaul Weiß                         | 1089    |
|              | Leipziger Frühjahrsmesse - Goldmedaille (Vorderseite) des Leipziger Messeamts, Messezeichen | 10           | 26. Februar           | 6.000.000  | Dietrich Dorfstecher                   | 1090    |
|              | - Goldmedaille (Rückseite) des Leipziger Messeamts, Messezeichen | 15           | 26. Februar           | 6.000.000  | Dietrich Dorfstecher                   | 1091    |
|              | - Chemieanlage, Messezeichen | 25           | 26. Februar           | 4.000.000  | Dietrich Dorfstecher                   | 1092    |
|              | 10 Jahre Tierpark Berlin - Angola-Giraffe (Giraffa camelopardalis angolensis) | 10           | 24. März              | 19.000.000 | Axel Bengs                             | 1093    |
|              | - Grüner Leguan (Iguana iguana) | 25           | 24. März              | 4.000.000  | Axel Bengs                             | 1094    |
|              | - Weißschwanz-Gnu (Connochaetes gnou) | 30           | 24. März              | 1.300.000  | Axel Bengs                             | 1095    |
|              | 120. Geburtstag von Conrad Röntgen - Conrad Röntgen (1845–1923), Physiker, erster Träger des Nobelpreises für Physik (1901)                                                                     | 10           | 24. März              | 6.000.000  | Peterpaul Weiß                         | 1096    |
|              | 700. Geburtstag von Dante Alighieri - Dante Alighieri (1265–1321), italienischer Dichter, Gelehrter und Politiker                                                                               | 50           | 15. April             | 1.300.000  | Peterpaul Weiß                         | 1097    |
|              | Start des sowjetischen Raumschiffs „Woschod 2“ - Kosmonauten Pawel Beljajew und Alexej Leonow im Raumanzug                                                                                      | 10           | 14. Februar           | 5.000.000  | Axel Bengs                             | 1098    |
|              | - Alexej Leonow im Weltraum, Teil der Erdoberfläche | 25           | 14. Februar           | 1.300.000  | Axel Bengs                             | 1099    |
|              | Europameisterschaften im Boxen - Boxhandschuhe, Lorbeerzweige | 10+5         | 27. April             | 4.000.000  | Klaus Hennig                           | 1100    |
|              | - Boxhandschuh im Lorbeerkranz | 20           | 27. April             | 1.300.000  | Klaus Hennig                           | 1101    |
|              | 20. Jahrestag der Befreiung vom Faschismus - Georgi Dimitroff vor dem Reichsgericht in Leipzig, Titelblatt der "Roten Fahne"                                                                    | 5+5          | 5. Mai                | 3.500.000  | Karl Sauer                             | 1102    |
|              | - Illegales Plakatieren des Manifests der Brüsseler Konferenz der KPD | 10+5         | 5. Mai                | 3.500.000  | Karl Sauer                             | 1103    |
|              | - Angehörige der antifaschistischen Internationalen Brigaden im spanischen Bürgerkrieg | 15+5         | 5. Mai                | 3.500.000  | Karl Sauer                             | 1104    |
|              | - Demonstration für die Freilassung Ernst Thälmanns | 20+10        | 5. Mai                | 3.700.000  | Karl Sauer                             | 1105    |
|              | - Gründer und Gründungsurkunde des Nationalkomitees Freies Deutschland | 25+10        | 5. Mai                | 3.000.000  | Karl Sauer                             | 1106    |
|              | - Walter Ulbricht und Erich Weinert appellieren an der Front, Manifest des Nationalkomitees Freies Deutschland                                                                                  | 40           | 5. Mai                | 3.500.000  | Karl Sauer                             | 1107    |
|              | - Soldaten der Roten Armee befreien Häftlinge eines Konzentrationslagers | 50           | 5. Mai                | 3.000.000  | Karl Sauer                             | 1108    |
|              | - Rotarmisten hissen die Flagge der Sowjetunion auf dem Reichstagsgebäude in Berlin | 60           | 5. Mai                | 1.300.000  | Karl Sauer                             | 1109    |
|              | - Demonstrationszug zur Vereinigung von KPD und SPD | 70           | 5. Mai                | 3.000.000  | Karl Sauer                             | 1110    |
|              | 20 Jahre Rundfunk der DDR - Sendemast vor Erdkugel | 20           | 12. Mai               | 6.000.000  | Lothar Grünewald                       | 1111    |
|              | - Arbeiter mit Mikrofon, Sendemast, Chemieanlage | 40           | 12. Mai               | 1.300.000  | Lothar Grünewald                       | 1112    |
|              | 100 Jahre Internationale Fernmeldeunion (UIT) - Schema für trägerfrequente Umsetzung des Sprachfrequenzbands, UIT-Emblem                                                                        | 20           | 17. Mai               | 6.000.000  | Karl-Heinz Bobbe                       | 1113    |
|              | - Blockschaltbild für eine Fernsprechvermittlung mit Koordinatenschalter und Register, UIT-Emblem                                                                                               | 25           | 17. Mai               | 1.300.000  | Karl-Heinz Bobbe                       | 1114    |
|              | 20 Jahre Freier Deutscher Gewerkschaftsbund (FDGB) - Abzeichen des FDGB, Lorbeerkranz | 20           | 10. Juni              | 6.000.000  | Peterpaul Weiß                         | 1115    |
|              | - Kundgebungsteilnehmer in zwei symbolischen Erdhälften | 25           | 10. Juni              | 1.300.000  | Peterpaul Weiß                         | 1116    |
|              | 800 Jahre Karl-Marx-Stadt (Chemnitz) - Stilisierte Werkzeugmaschine, Chemieanlage | 10           | 16. Juni              | 6.000.000  | Manfred Gottschall                     | 1117    |
|              | - Roter Turm | 20           | 16. Juni              | 6.000.000  | Manfred Gottschall                     | 1118    |
|              | - Rathaus | 25           | 16. Juni              | 1.300.000  | Manfred Gottschall                     | 1119    |
|              | Konferenz der Minister des Post- und Fernmeldewesens der sozialistischen Länder (OSS) - Karl Marx und W. I. Lenin                                                                               | 20           | 21. Juni              | 6.000.000  | Gerhard Stauf                          | 1120    |
|              | 90. Geburtstag von Wilhelm Külz - Wilhelm Külz (1875–1948), Jurist, Politiker | 25           | 5. Juli               | 3.000.000  | Peterpaul Weiß                         | 1121    |
|              | Weltfriedenskongreß, Helsinki - Friedenstauben um Erdkugel, Flagge von Finnland | 10+5         | 5. Juli               | 4.000.000  | Axel Bengs                             | 1122    |
|              | - Friedenstauben um Erdkugel, Flagge von Finnland | 20+5         | 5. Juli               | 1.300.000  | Axel Bengs                             | 1123    |
|              | 75. Geburtstag von Erich Weinert - Erich Weinert (1890–1963), Schriftsteller | 40           | 28. Juli              | 4.000.000  | Peterpaul Weiß                         | 1124    |
|              | Hilfe für Vietnam - Sondermarke Mi.-Nr. 1063A von 1964 mit Aufdruck | 10+10        | 23. August            | 4.000.000  | Klaus Hennig, Dietrich Dorfstecher     | 1125    |
|              | 800 Jahre Stadt Leipzig Diese Marke wurde am 4. September 1965 zusammen mit Mi.Nr. 1129 auch als Block mit einem Verkaufspreis von 90 Pfennig ausgegeben. - Alte Waage, Neubau Katharinenstraße | 10           | 25. August            | 5.000.000  | Karl-Heinz Bobbe, Dietrich Dorfstecher | 1126    |
|              | Diese Marke wurde am 4. September 1965 zusammen mit Mi.Nr. 1128 auch als Block mit einem Verkaufspreis von 90 Pfennig ausgegeben. - Altes Rathaus                                               | 25           | 25. August            | 3.500.000  | Karl-Heinz Bobbe, Dietrich Dorfstecher | 1127    |
|              | Diese Marke wurde am 4. September 1965 zusammen mit Mi.Nr. 1127 auch als Block mit einem Verkaufspreis von 90 Pfennig ausgegeben. - Eingang zum Opernhaus, Neues Hauptpostamt                   | 40           | 25. August            | 3.500.000  | Karl-Heinz Bobbe, Dietrich Dorfstecher | 1128    |
|              | Diese Marke wurde am 4. September 1965 zusammen mit Mi.Nr. 1126 auch als Block mit einem Verkaufspreis von 90 Pfennig ausgegeben. - Interhotel „Stadt Leipzig“                                  | 70           | 25. August            | 1.300.000  | Karl-Heinz Bobbe, Dietrich Dorfstecher | 1129    |
|              | Leipziger Herbstmesse - Kamera, Messezeichen | 10           | 2. September          | 6.000.000  | Dietrich Dorfstecher                   | 1130    |
|              | - E-Gitarre und Klavichord, Messezeichen | 15           | 2. September          | 5.000.000  | Dietrich Dorfstecher                   | 1131    |
|              | - Mikroskop, Feinoptische Geräte, Messezeichen | 25           | 2. September          | 3.000.000  | Dietrich Dorfstecher                   | 1132    |
|              | Weltmeisterschaften im Modernen Fünfkampf - Springreiten | 10           | 15. September         | 5.000.000  | Klaus Hennig                           | 1133    |
|              | - Degenfechten | 10+5         | 15. September         | 4.000.000  | Klaus Hennig                           | 1134    |
|              | - Schießen (Pistole) | 10+5         | 15. September         | 3.000.000  | Klaus Hennig                           | 1135    |
|              | - Freistilschwimmen | 10           | 15. September         | 5.000.000  | Klaus Hennig                           | 1136    |
|              | - Geländelauf | 10           | 15. September         | 1.300.000  | Klaus Hennig                           | 1137    |
|              | Besuch sowjetischer Kosmonauten in der DDR - Alexej Leonow, Brandenburger Tor (Berlin) | 20           | 1. Oktober            | 4.000.000  | Joachim Rieß                           | 1138    |
|              | - Pawel Beljajew, Rotes Rathaus (Berlin) | 20           | 1. Oktober            | 4.000.000  | Joachim Rieß                           | 1139    |
|              | - Stilisiertes Raumschiff, Kosmonauten, Teil der Erdkugel | 25           | 1. Oktober            | 4.000.000  | Joachim Rieß                           | 1140    |
|              | Internationale Mahn- und Gedenkstätten (II) - Mahnmal Putten, Niederlande | 25           | 19. Oktober           | 3.000.000  | Peterpaul Weiß                         | 1141    |
|              | 200 Jahre Bergakademie Freiberg - Treibofen (nach historischen Holzschnitten) | 10           | 11. November          | 5.000.000  | Werner Klemke                          | 1142    |
|              | - Erzgewinnung (nach historischen Holzschnitten) | 15           | 11. November          | 1.400.000  | Werner Klemke                          | 1143    |
|              | - Proustit-Erz (Erzgebirge) | 20           | 11. November          | 5.000.000  | Werner Klemke                          | 1144    |
|              | - Schwefel | 25           | 11. November          | 4.000.000  | Werner Klemke                          | 1145    |
|              | 150. Geburtstag von Adolf Menzel - Adolf Menzel (1815–1905), Maler und Grafiker | 10           | 8. Dezember           | 7.000.000  | Peterpaul Weiß                         | 1146    |
|              | Europäische Greifvögel - Rotmilan (Milvus milvus) | 5            | 8. Dezember           | 5.000.000  | Axel Bengs                             | 1147    |
|              | - Bart- oder Lämmergeier (Gypaetus barbatus aureus) | 10           | 8. Dezember           | 6.000.000  | Axel Bengs                             | 1148    |
|              | - Mäusebussard (Buteo buteo) | 20           | 8. Dezember           | 8.000.000  | Axel Bengs                             | 1149    |
|              | - Turmfalke (Falco tinnunculus) | 25           | 8. Dezember           | 4.000.000  | Axel Bengs                             | 1150    |
|              | - Habicht (Accipiter gentilis) | 40           | 8. Dezember           | 4.000.000  | Axel Bengs                             | 1151    |
|              | - Steinadler (Aquila chrysaetos) | 70           | 8. Dezember           | 1.400.000  | Axel Bengs                             | 1152    |
|              | 1. Todestag von Otto Grotewohl - Otto Grotewohl (1894–1964), Politiker, erster Ministerpräsident der DDR                                                                                        | 20           | 14. Dezember          | 6.000.000  | Axel Bengs                             | 1153    |
| Dauermarken  | |              |                       |            |                                        |         |
| Bild         | Beschreibung | Wert in Mark | Ausgabe- datum        | Auflage    | Entwurf                                | Mi.-Nr. |
|              | Dauermarkenserie: Staatsratsvorsitzender Walter Ulbricht, Großformat (II) - Porträt von Walter Ulbricht                                                                                         | 1 MDN        | 10. Februar           | 57.385.000 | Karl Wolf                              | 1087    |
|              | - Porträt von Walter Ulbricht | 2 MDN        | 10. Februar           | 29.882.000 | Karl Wolf                              | 1088    |

## Zusammendrucke

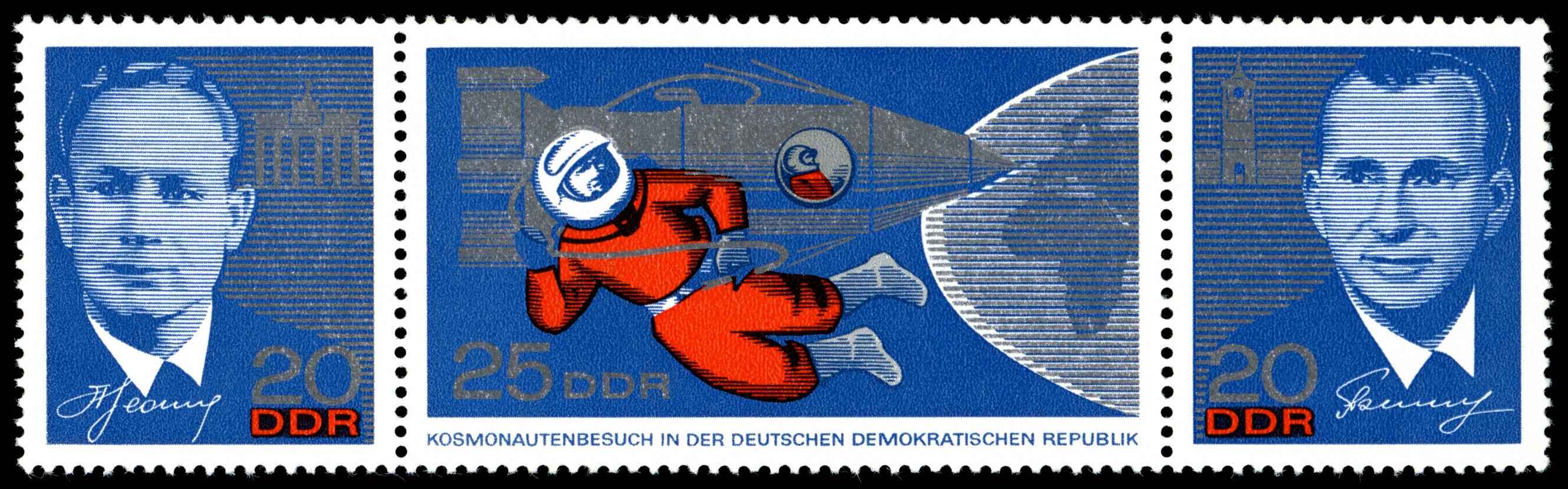
DDR-Besuch sowjetischer Kosmonauten